# Chaetocnema californica
Chaetocnema californica är en skalbaggsart som beskrevs av R. White 1996. Chaetocnema californica ingår i släktet Chaetocnema och familjen bladbaggar. Inga underarter finns listade i Catalogue of Life.